# Ryssjötjärnen
Ryssjötjärnen är en sjö i Falu kommun i Dalarna och ingår i Gavleåns huvudavrinningsområde.